# Louis-Hippolyte Rangeard de La Germonière
Louis-Hippolyte Rangeard de La Germonière, né le 24 novembre 1807 à Vouvray et mort le 1er février 1887 au château du Vast, est un avocat, industriel et homme politique français.

## Biographie
D'une famille ayant donné plusieurs procureurs généraux à la Chambre des comptes et au Conseil supérieur de Blois, Louis-Hippolyte Rangeard de La Germonière est le fils de Gentien Rangeard de La Germonière, contrôleur et commissaire général de la Marine, conseiller général d'Indre-et-Loire de 1812 à 1820 et propriétaire du manoir de la Sagerie (Saint-Avertin), et de Madeleine Benoist de La Grandière (fille d'Étienne Benoist de La Grandière). Il est également le neveu de Louis André Pinot de La Gaudinais, président en la Chambre des comptes de Bretagne.
Il suit ses études au collège de Pontlevoy, puis à la faculté de droit de Paris, où il est reçu licencié en 1829. Il s'inscrit comme avocat au barreau de Paris. 
En 1834, il épouse sa nièce Félicité-Madeleine Fontenilliat, fille d'Édouard Fontenilliat, filateur au Vast, et de sa sœur Françoise Rangeard de La Germonière. Leur fils, le bibliophile Edmond de La Germonière (1840-1901), gendre de Joseph Arsène Blavoyer, prendra sa succession à la direction de la filature et sera maire du Vast à partir de 1888.
Le compositeur Amédée Méreaux dédie à son épouse sa Fantaisie et variations brillantes pour le piano sur les couplets en trio et la sérénade de Marguerite d'Adrien Boieldieu : Op. 44.

### L'industrie textile
Hyppolyte de La Germonière s'associe en 1830 à son beau-frère Édouard Fontenilliat (et futur beau-père), riche propriétaire d'une importante filature de coton au Vast. Il acquiert alors une fortune considérable et prend la direction seul de la filature en 1858. 
Il est dans les principaux actionnaires de la Filature rouennaise de lin et de chanvre (La Foudre), dont son cousin germain Alexandre Goüin (Goüin frères) est l'un des principaux commanditaires avec les Lebaudy.
Juge au tribunal de commerce et membre de la Chambre de commerce et d'industrie de Rouen, il est membre du Conseil supérieur du commerce, de l'agriculture et de l'industrie. Il est également vice-consul du royaume des Deux-Siciles à Rouen.

### Carrière politique
Déjà conseiller municipal de Rouen, il prend part au banquet réformiste de Rouen en 1847 et après la révolution de février 1848, il est élu par les conservateurs de la Seine-Inférieure représentant à l'Assemblée constituante le 10e sur 19, avec 128 752 voix. Il siège à droite, fait partie du comité du commerce, et vote notamment : « pour » le rétablissement du cautionnement, « pour » les poursuites contre Louis Blanc et Caussidière, « pour » le rétablissement de la contrainte par corps, « contre » l'amendement Grévy, « contre » le droit au travail, « pour » la proposition Rateau, « pour » les crédits de l'expédition de Rome, « contre » l'amnistie, etc. 
Réélu, le 13 mai 1849, représentant de la Seine-Inférieure à l'Assemblée législative, il continue d'opiner avec les monarchistes, appuie de ses votes les lois répressives contre la presse, le droit de réunion, l'exercice du suffrage universel, mais n'approuve pas le coup d'État du 2 décembre 1851. Ayant protesté, à la mairie du 10e arrondissement de Paris, contre l'acte du prince-président, il est arrêté et conduit au Mont Valérien.
Pendant la durée de l'Empire, il reste dans la retraite politique. Ce n'est que le 8 février 1871 qu'il est rappelé au parlement par les électeurs de la Manche : élu représentant de ce département à l'Assemblée nationale, le 7e sur 11 par 70 071 voix (88 856 votants, 153 878 inscrits). Il siège au centre droit, se prononce « pour » la paix, « pour » les prières publiques, « pour » l'abrogation des lois d'exil, « pour » la dénonciation des traités de commerce, « pour » la démission de Thiers au 24 mai, « pour » le septennat, l'état de siège, la loi des mairies, etc. Il repousse l'amendement Wallon, mais se rallie au vote des lois constitutionnelles de 1875. Il fait partie de plusieurs commissions importantes, entre autres, de la Commission des marchés et de la célèbre Commission des Trente.
Il est maire de la commune du Vast de 1870 à 1887.
Il se représente sans succès, le 20 février 1876 dans l'arrondissement de Cherbourg et échoue avec 2 110 voix contre 7 195 à René Clérel de Tocqueville et 5 861 à François La Vieille.
Son buste en marbre fut réalisé par Antoine Samuel Adam-Salomon.

## Sources
- « Louis-Hippolyte Rangeard de La Germonière », dans Adolphe Robert et Gaston Cougny, Dictionnaire des parlementaires français, Edgar Bourloton, 1889-1891 [détail de l’édition]
- Eugène Petit, Biographie politique de M. de La Germonière, député de la Manche, La Vigie de Cherbourg, 1876
- Biographie des 750 représentants à l'Assemblée législative, élus le 13 mai 1849 / par deux journalistes, 1849
- Olivier Ducamp, Les Benoist de La Grandière et leur descendance, Éditions Christian, Paris 1998.
- Dominique Barjot, Les Patrons du Second Empire: Anjou, Normandie, Maine, 1991
- Jean-Michel Boehler, Christine Lebeau, Bernard Vogler, Les élites régionales (XVIIe – XXe siècles): construction de soi-même et service de l'autre, 2002
- J. Quellien, Hippolyte Rangeard de La Germonière
- Félix Ribeyre, Biographie des représentants à l'Assemblée nationale (1re éd. (20 mai 1871)), 1871
- Biographie nationale des contemporains / rédigée par une société de gens de lettres, sous la direction de M. Ernest Glaeser, 1878
- Gustave Vapereau, Dictionnaire universel des contemporains, contenant toutes les personnes notables de la France et des pays étrangers.... I. A-H / ouvrage rédigé et continuellement tenu à jour, avec le concours d'écrivains et de savants de tous les pays, par G. Vapereau..., 1858